# 팔대취권
"팔대취권"은 한국에서 제작된 강범구 감독의 1981년 영화이다. 왕대위 등이 주연으로 출연하였고 임원식 등이 제작에 참여하였다.

## 출연

### 주연
- 왕대위
- 한영
- 장일식
- 이미지

### 조연
- 장인한

## 기타
- 조명: 손달호
- 녹음: 이영길